# Рисел (Тексас)
Рисел (енгл. Riesel) град је у америчкој савезној држави Тексас. По попису становништва из 2010. у њему је живело 1.007 становника.

## Демографија
Према попису становништва из 2010. у граду је живело 1.007 становника, што је 34 (3,5%) становника више него 2000. године.
| Група             | 2000.       | 2010.       |
| Белци             | 896 (92,1%) | 887 (88,1%) |
| Афроамериканци    | 3 (0,3%)    | 9 (0,9%)    |
| Азијати           | 7 (0,7%)    | 3 (0,3%)    |
| Хиспаноамериканци | 64 (6,6%)   | 88 (8,7%)   |
| Укупно            | 973         | 1.007       |